# Herpy-l'Arlésienne
Herpy-l'Arlésienne és un municipi francès situat al departament de les Ardenes i a la regió del Gran Est. L'any 2007 tenia 185 habitants.

## Demografia

### Població
El 2007 la població de fet de Herpy-l'Arlésienne era de 185 persones. Hi havia 71 famílies de les quals 15 eren unipersonals (4 homes vivint sols i 11 dones vivint soles), 26 parelles sense fills, 26 parelles amb fills i 4 famílies monoparentals amb fills.
La població ha evolucionat segons el següent gràfic:
Habitants censats

### Habitatges
El 2007 hi havia 82 habitatges, 72 eren l'habitatge principal de la família, 4 eren segones residències i 6 estaven desocupats. 78 eren cases i 3 eren apartaments. Dels 72 habitatges principals, 58 estaven ocupats pels seus propietaris, 13 estaven llogats i ocupats pels llogaters i 1 estava cedit a títol gratuït; 2 tenien dues cambres, 6 en tenien tres, 7 en tenien quatre i 57 en tenien cinc o més. 64 habitatges disposaven pel capbaix d'una plaça de pàrquing. A 33 habitatges hi havia un automòbil i a 35 n'hi havia dos o més.

### Piràmide de població
La piràmide de població per edats i sexe el 2009 era:
| Homes | Edats   | Dones |
| ----- | ------- | ----- |
| 0     | 95 o +  | 1     |
| 1     | 90 a 94 | 1     |
| 1     | 85 a 89 | 1     |
| 0     | 80 a 84 | 1     |
| 3     | 75 a 79 | 3     |
| 6     | 70 a 74 | 7     |
| 2     | 65 a 69 | 5     |
| 5     | 60 a 64 | 2     |
| 2     | 55 a 59 | 1     |
| 6     | 50 a 54 | 9     |
| 7     | 45 a 49 | 4     |
| 10    | 40 a 44 | 6     |
| 5     | 35 a 39 | 5     |
| 4     | 30 a 34 | 5     |
| 2     | 25 a 29 | 4     |
| 1     | 20 a 24 | 7     |
| 8     | 15 a 19 | 4     |
| 8     | 10 a 14 | 5     |
| 2     | 5 a 9   | 3     |
| 3     | 0 a 4   | 5     |

## Economia
El 2007 la població en edat de treballar era de 122 persones, 98 eren actives i 24 eren inactives. De les 98 persones actives 88 estaven ocupades (52 homes i 36 dones) i 11 estaven aturades (4 homes i 7 dones). De les 24 persones inactives 12 estaven jubilades, 7 estaven estudiant i 5 estaven classificades com a «altres inactius».

### Ingressos
El 2009 a Herpy-l'Arlésienne hi havia 76 unitats fiscals que integraven 196 persones, la mediana anual d'ingressos fiscals per persona era de 19.055 €.

### Activitats econòmiques
Dels 7 establiments que hi havia el 2007, 1 era d'una empresa extractiva, 5 d'empreses de construcció i 1 d'una empresa de comerç i reparació d'automòbils.
Dels 5 establiments de servei als particulars que hi havia el 2009, 2 eren fusteries, 1 lampisteria i 2 electricistes.
L'any 2000 a Herpy-l'Arlésienne hi havia 10 explotacions agrícoles que ocupaven un total de 990 hectàrees.

## Poblacions més properes
El següent diagrama mostra les poblacions més properes.